# Bassus laticeps
Bassus laticeps är en stekelart som beskrevs av Muesebeck 1927. Bassus laticeps ingår i släktet Bassus och familjen bracksteklar. Inga underarter finns listade.